# Стриєжевиця (Брестоваць)
45°28′ пн. ш. 17°30′ сх. д. / 45.46° пн. ш. 17.50° сх. д.
Стриєжевиця (хорв. Striježevica) — населений пункт у Хорватії, в Пожезько-Славонській жупанії у складі громади Брестоваць.

## Населення
Населення за даними перепису 2011 року становило 9 осіб.
Динаміка чисельності населення поселення:

## Клімат
Середня річна температура становить 10,29 °C, середня максимальна – 23,94 °C, а середня мінімальна – -5,74 °C. Середня річна кількість опадів – 890 мм.
| Клімат поселення                              | Клімат поселення | Клімат поселення | Клімат поселення | Клімат поселення | Клімат поселення | Клімат поселення | Клімат поселення | Клімат поселення | Клімат поселення | Клімат поселення | Клімат поселення | Клімат поселення | Клімат поселення |
| Показник                                      | Січ.             | Лют.             | Бер.             | Квіт.            | Трав.            | Черв.            | Лип.             | Серп.            | Вер.             | Жовт.            | Лист.            | Груд.            |                  |
| Середній максимум, °C                         | 6,44             | 8,01             | 12,31            | 15,89            | 20,84            | 23,94            | 23,51            | 22,98            | 19,16            | 14,62            | 9,12             | 5,09             |                  |
| Середня температура, °C                       | 0,35             | 1,93             | 6,24             | 9,81             | 14,74            | 17,85            | 19,87            | 19,34            | 15,51            | 10,98            | 5,47             | 1,43             |                  |
| Середній мінімум, °C                          | −5,74            | −4,16            | 0,14             | 3,71             | 8,64             | 11,76            | 16,23            | 15,71            | 11,87            | 7,34             | 1,84             | −2,21            |                  |
| Норма опадів, мм                              | 54               | 51               | 58               | 73               | 82               | 104              | 84               | 85               | 71               | 76               | 84               | 68               |                  |
| Середньомісячна швидкість вітру, м/с          | 2.13             | 2.39             | 2.65             | 2.57             | 2.33             | 2.10             | 2.06             | 1.92             | 1.98             | 2.08             | 2.17             | 2.21             |                  |
| Середньомісячна сонячна радіація, кДж/м²·день | 4376             | 7117             | 10892            | 15171            | 19246            | 21300            | 22057            | 19774            | 14759            | 9250             | 4969             | 3665             |                  |
| --------------------------------------------- | ---------------- | ---------------- | ---------------- | ---------------- | ---------------- | ---------------- | ---------------- | ---------------- | ---------------- | ---------------- | ---------------- | ---------------- | ---------------- |
| Джерело:                                      |                  |                  |                  |                  |                  |                  |                  |                  |                  |                  |                  |                  |                  |